# ST-V
Pour les articles homonymes, voir STV.
Le ST-V, ou Sega Titan Video Game System, est une carte d'arcade au format JAMMA, conçue par Sega et sortie en 1994.

Logo du système ST-V

Logo alternatif du système ST-V

## Description
Encore une fois, pour le ST-V, plus communément Sega Titan Video (STV également), Sega utilise du matériel déjà existant. Son architecture, similaire à celle de la console Saturn, est en tous points identique au hardware fabriqué et utilisé pour sa console de jeu, ce qui permettait bien sûr, de réduire les coûts de développement du système et des jeux, réalisant des conversions à l'identique entre les deux plates-formes.
Sega, après avoir nommé sa console de jeu Saturn en rapport avec la planète Saturne, intègre Titan dans le nom de la version arcade de ce matériel.
Sommairement, le ST-V utilise deux Hitachi SH2, le son est géré par un Motorola 68000 additionné au SCSP et à une Yamaha YMF292. Il utilise également deux cpus custom de chez Sega pour l'affichage vidéo.
L'affichage de l'écran se fait en 15 kHz uniquement.
La possibilité de portage des jeux entre les deux plates-formes était également un avantage énorme. Peu de différences techniques, hormis le support cartouche qui fut utilisé pour stocker les jeux contrairement à la Saturn qui utilisait le CD. Les jeux étaient de simples cartouches que l'on pouvait enficher sur la carte mère. Le ST-V disposait donc d'une bonne modularité. La capacité maximale des cartouches est de 48 Mo.

## Spécifications techniques

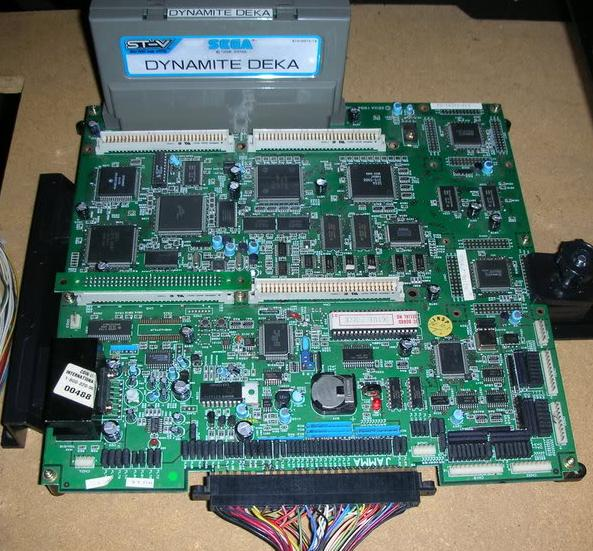
Carte mère ST-V

- Processeurs principaux : 2 x Hitachi SH-2 à 28,6 MHz
- Processeurs secondaires :
  - SCU DSP (Saturn Control Unit Digital Signal Processor) : coprocesseur en virgule fixe, jusqu'à 4 instructions en parallèle.
- Processeurs vidéo :
  - VDP 1 (Video Display Processor) : processeur vidéo 32 bits (sprites et polygones, double tampon de 256 Ko pour les effets de rotation et de scaling, mappage de textures, ombrage de Gouraud, 512 Ko de cache pour les textures)
  - VDP 2 : processeur 32 bits dédié aux décors et aux scrollings, effets de transparence, d'ombrage, 5 scrollings simultanés, 2 aires de jeux rotatives simultanées, animation jusqu'à 60 images par seconde
- Processeur sonore : Motorola 68000 à 11,3 MHz
- Puce sonore :
  - SCSP (Saturn Custom Sound Processor)
  - Yamaha YMF292-F à 11,3 MHz, 32 canaux PCM à 44,1 kHz
- RAM Principale : 2 Mo
- VRAM : 1,54 Mo
- RAM Audio : 512 Ko
- Vitesse de rendu : 200 000 polygones texturés par seconde, 500 000 polygones par seconde en ombrage plat
- Couleurs : 16 millions en 24 bits
- Définition d'écran : jusqu'à 720 x 576 pixels
- Composition de la carte : carte principale / cartouche(s) de jeu (taille maximale 48 Mo)
- Consommation moyenne : 15 W

## Liste des jeux
| Titre                                                                | Développeur            | Éditeur | Système | Genre | Date |
| -------------------------------------------------------------------- | ---------------------- | ------- | ------- | ----- | ---- |
| All Japan Pro Wrestling featuring Virtua                             | Sega AM1/Scarab        | Sega    | ST-V    |       | 1997 |
| Aroma Club                                                           | Sega                   | Sega    | ST-V    |       | 1997 |
| Astra SuperStars                                                     | Sunsoft                | Sega    | ST-V    |       | 1998 |
| Baku Baku Animal                                                     | Sega                   | Sega    | ST-V    |       | 1995 |
| Batman Forever                                                       | Acclaim                | Sega    | ST-V    |       | 1996 |
| Columns '97                                                          | Sega                   | Sega    | ST-V    |       | 1996 |
| Cotton 2                                                             | Success                | Sega    | ST-V    |       | 1997 |
| Cotton Boomerang                                                     | Success                | Sega    | ST-V    |       | 1998 |
| Critter Crusher                                                      | Sega                   | Sega    | ST-V    |       | 1995 |
| Danchi de Hanafuda: Okusan Komeya Desu yo!                           | Altron                 | Sega    | ST-V    |       | 1999 |
| Danchi de Quiz: Okusan 4taku Desu yo!                                | Altron                 | Sega    | ST-V    |       | 2000 |
| Dancing Fever                                                        | Sega                   | Sega    | ST-V    |       | 2000 |
| Dancing Fever Gold                                                   | Sega                   | Sega    | ST-V    |       | 2001 |
| DecAthlete                                                           | Sega                   | Sega    | ST-V    |       | 1996 |
| Die Hard Arcade / Dynamite Deka                                      | Sega                   | Sega    | ST-V    |       | 1996 |
| Ejihon Tantei Jimusyo                                                | Sega                   | Sega    | ST-V    |       | 1995 |
| Fantasy Zone                                                         | Sega                   | Sega    | ST-V    |       | 1998 |
| Fighting Dragon : Legend Elan Doree / Elan Doree : Legend of Dragoon | Sai Mate               | Sega    | ST-V    |       | 1998 |
| Final Fight Revenge                                                  | Capcom                 | Sega    | ST-V    |       | 1999 |
| Find Love                                                            | Daiki / FCF            | Sega    | ST-V    |       | 1997 |
| Funky Head Boxers                                                    | Sega                   | Sega    | ST-V    |       | 1995 |
| Golden Axe: The Duel                                                 | Sega                   | Sega    | ST-V    |       | 1994 |
| Groove On Fight                                                      | Atlus                  | Sega    | ST-V    |       | 1997 |
| Guardian Force                                                       | Success                | Sega    | ST-V    |       | 1998 |
| Hanagumi Taisen Columns: Sakura Wars                                 | Sega                   | Sega    | ST-V    |       | 1997 |
| Karaoke Quiz Intro Don Don!                                          | Sunsoft / Success      | Sega    | ST-V    |       | 1996 |
| Let's Play Othello / Othello Shiyouyo                                | Success                | Sega    | ST-V    |       | 1998 |
| Magical Zunou Power                                                  | Sega                   | Sega    | ST-V    |       | 1996 |
| Maru-Chan de Goo!                                                    | Sega / Toyosuisan      | Sega    | ST-V    |       | 1997 |
| Mausuke no Ojama the World                                           | Data East              | Sega    | ST-V    |       | 1996 |
| Microman Battle Charge                                               | Sega                   | Sega    | ST-V    |       | 1999 |
| Mogu Rapper                                                          | Sega                   | Sega    | ST-V    |       | 1999 |
| Movie Club                                                           | Sega                   | Sega    | ST-V    |       | 1997 |
| Name Club Ver.3                                                      | Sega                   | Sega    | ST-V    |       | 1997 |
| NBA Action                                                           | Sega                   | Sega    | ST-V    |       |      |
| Pebble Beach: The Great Shot                                         | T&E Soft               | Sega    | ST-V    |       | 1995 |
| Pokemon Photo                                                        | Sega                   | Sega    | ST-V    |       |      |
| Power Instinct 3: Groove On Fight                                    | Atlus                  | Sega    | ST-V    |       | 1998 |
| Princess Clara Daisakusen                                            | Atlus                  | Sega    | ST-V    |       | 1996 |
| Print Club 2                                                         | Atlus                  | Sega    | ST-V    |       | 1997 |
| Pro Mahjong Kiwame S                                                 | Athena                 | Sega    | ST-V    |       | 1995 |
| Puyo Puyo Sun                                                        | Compile                | Sega    | ST-V    |       | 1996 |
| Puzzle and Action: Sando-R                                           | Sega                   | Sega    | ST-V    |       | 1995 |
| Radiant Silvergun                                                    | Treasure               | Sega    | ST-V    |       | 1998 |
| Sea Bass Fishing                                                     | Able /A wave inc.      | Sega    | ST-V    |       | 1997 |
| Shanghai: The Great Wall / Shanghai Triple Threat                    | Sunsoft / Activision   | Sega    | ST-V    |       | 1995 |
| Shienryu                                                             | Warashi                | Sega    | ST-V    |       | 1997 |
| Sōkyū Gurentai / Terra Diver                                         | Raizing / 8ing         | Sega    | ST-V    |       | 1996 |
| Sport Fishing                                                        | Sega                   | Sega    | ST-V    |       | 1995 |
| Sport Fishing 2                                                      | Sega                   | Sega    | ST-V    |       | 1995 |
| Steep Slope Sliders                                                  | Capcom / Cave / Victor | Sega    | ST-V    |       | 1998 |
| Stress Busters                                                       | Sega                   | Sega    | ST-V    |       | 1998 |
| Suiko Enbu / Outlaws of the Lost Dynasty                             | Data East              | Sega    | ST-V    |       | 1995 |
| Super Major League                                                   | Sega                   | Sega    | ST-V    |       | 1995 |
| Taisen Tanto-R Sashissu!!                                            | Sega                   | Sega    | ST-V    |       | 1998 |
| Technical Bowling                                                    | Sega                   | Sega    | ST-V    |       | 1997 |
| Tecmo World Cup '98                                                  | Tecmo                  | Sega    | ST-V    |       | 1998 |
| Virtua Fighter Kids                                                  | Sega                   | Sega    | ST-V    |       | 1996 |
| Virtua Fighter Remix                                                 | Sega                   | Sega    | ST-V    |       | 1995 |
| Virtual Mahjong                                                      | Micronet co., Ltd.     | Sega    | ST-V    |       | 1997 |
| Virtual Mahjong 2: My Fair Lady                                      | Micronet co., Ltd.     | Sega    | ST-V    |       | 1998 |
| Waku Waku Shinkansen                                                 | Sega                   | Sega    | ST-V    |       | 1997 |
| Waku Waku Fire Patrol / Waku Waku Syobosya                           | Sega                   | Sega    | ST-V    |       | 1998 |
| Wanpaku Safari                                                       | Sega                   | Sega    | ST-V    |       | 1998 |
| Winter Heat                                                          | Sega                   | Sega    | ST-V    |       | 1997 |
| Youen Denshi Mahjong Yuugi Gal Jan                                   | Sega                   | Sega    | ST-V    |       |      |